# Hélène Courtois
Pour les articles homonymes, voir Courtois.
Hélène Courtois née Di Nella, est une astrophysicienne française spécialisée en cosmographie. Docteure en astrophysique, elle est professeure et vice-présidente de l’université Lyon 1. Elle est chevalière de la Légion d’honneur, de l'ordre des Arts et des Lettres et de l'ordre des Palmes académiques et membre senior de l'Institut universitaire de France depuis octobre 2015.
Membre de l'équipe de recherche en cosmologie à l'Institut de Physique des 2 Infinis de Lyon (IP2I) et codirectrice de deux consortiums internationaux « Cosmic Flows » et « CLUES », elle est principalement connue pour ses recherches en cosmographie dynamique de l'Univers. En 2006, elle participe à la confirmation de l’accélération de l'expansion de l'Univers par les supernovæ. Son travail se concentre alors sur la compréhension de la distribution de la matière par les grandes structures de galaxies. En septembre 2014, elle a proposé de redéfinir la notion de superamas de galaxies et identifié Laniakea, un superamas cent fois plus vaste que ce qui était appelé auparavant le Superamas de la Vierge. Depuis 2017, elle démontre que les régions vides contribuent également aux déplacements extragalactiques avec un effet répulseur, ce serait une explication possible du point le plus froid de la carte du fond cosmologique. En 2023 dans un article du magazine Nature, ses travaux montrent que les galaxies situées dans les vides cosmiques ont une histoire de formation d’étoiles particulière. Continuant d'augmenter la cartographie de l'Univers, elle annonce la même année la découverte de cinq continents voisins de Laniakea.

## Carrière
Dans les années 2000, Hélène Courtois a d’abord dirigé l’équipe de cosmologie du Centre de recherche astrophysique de Lyon à l'observatoire de Lyon et, depuis 2013, elle dirige le groupe de recherche Cosmologie observationnelle/Euclid de l’IPNL. Elle est un des leaders mondiaux dans le champ de la cosmologie consacré à l'observation, l'analyse et la reproduction numérique de la distribution et la dynamique de la matière noire (plus justement matière transparente) et des galaxies dans l’univers proche.
La découverte des frontières du continent extragalactique dans lequel nous vivons, « Laniakea », premier grand résultat du programme de recherche Cosmic Flows qu'elle a créé en 2006, a eu un impact retentissant dans ce domaine. La vidéo Laniakea: Our home supercluster publiée sur la chaîne YouTube de Nature le 3 septembre 2014, associée à la publication de l'article, est la deuxième vidéo la plus populaire de cette revue (toutes sciences confondues) avec plus de 6,3 millions de vues en mai 2019 (la première étant Have you ever seen an atom? avec plus de 8,6 millions de vues).
Elle est l'auteure de plus de 150 articles de recherches.
Elle a supervisé la création d’un cursus complet d’enseignements universitaires en sciences de l’univers, accueillant annuellement plus de 500 étudiants de Lyon 1. Hélène Courtois est experte auprès de la Commission européenne pour les programmes de recherche et d’éducation en physique et astrophysique depuis 2009. Fervente défenseure de la diffusion de la culture scientifique et de l’éducation pour tous, elle est la marraine bénévole du planétarium de Vaulx-en-Velin,.
Le 31 mars 2015, elle est nommée membre senior de l'Institut universitaire de France,. Le 5 juin 2015, elle remporte le prix du Festival du film de chercheur pour Cartographier l'univers : à la découverte de Laniakea. Le 10 juillet 2015, elle est promue chevalier de l'ordre des Palmes académiques.
En mai 2016, elle prend la fonction de vice-présidente de l'université Lyon 1, chargée des relations internationales et européennes.
En 2017, elle publie deux découvertes sur des vides répulseurs du dipôle, et du point froid, des structures expliquant une partie du déplacement à deux millions de kilomètres par heure de notre Galaxie la Voie lactée,. Elle reçoit le prix de l’esprit d’entreprendre dans la catégorie « révolutionner" des acteurs de l’économie, et le prix Ciel et Espace du meilleur livre d’astronomie 2017 avec « Voyage sur les flots de galaxies ». Elle est classée par Vanity Fair parmi les 50 Français les plus influents dans le monde.
En 2018, elle reçoit le Prix du rayonnement scientifique Français remis au ministère des Affaires étrangères et le Prix Eurêka pour ses actions d’enseignement et de diffusion des connaissances scientifiques.
En 2019, son équipe publie une  nouvelle cartographie de l'univers 10 fois plus grande qu'en 2014. Elle est classée 3e des 50 femmes lyonnaises les plus influentes par le magazine Lyon people.
En 2023, elle est nommée Chevalier de l'ordre des Arts et des Lettres.
En 2023, dans un article du magazine Nature, ses travaux montrent que les galaxies situées dans les vides cosmiques ont une histoire de formation d’étoiles particulière. Continuant d'augmenter la cartographie de l'Univers, elle annonce la même année la découverte de cinq continents voisins de Laniakea.

## Distinctions
- Chevalière de la Légion d'honneur
- Chevalière de l'ordre des Palmes académiques
- Chevalière de l'ordre des Arts et des Lettres
- En 2021, Hélène Courtois est choisie par les étudiants de l'école d'ingénieur CPE Lyon pour donner son nom à la promotion des diplômés 2021 et fait suite à la promotion 2020 « Isaac Newton ».

## Télévision, livres, radio
- Hélène Courtois a participé à Hawaii, le chant des étoiles, le troisième épisode d'Entre Terre et Ciel, série documentaire sur l'astronomie présentée par Serge Brunier et diffusée sur Arte. Elle a aussi réalisé une émission de quarante minutes sur l'astrophysique émergente dans La Voie est libre diffusée sur France 3[27].
- Elle a publié un livre-roman grand public : Voyage sur les flots de galaxies[28] qui reçoit le prix du livre d'astronomie Ciel et Espace 2017[29]. Elle publie avec Michel Tognini chez Dunod Explorateurs de l'Espace le 3 avril 2019.
- Elle a participé a plusieurs reprises aux émissions La tête au Carré sur France Inter, Les Saventuriers, La méthode scientifique sur France Culture, Autour de la question sur Radio France internationale, Les années Lumières sur Radio Canada, Futureproof pour une radio irlandaise Newstalk, etc.
- Nicolas Martin, « Hélène Courtois, géographe du cosmos », émission de 59 min [], sur France Culture, La Méthode scientifique, 26 décembre 2017 (consulté le 27 mai 2021)
- Voyage sur les flots célestes, documentaire diffusé sur France 5 le 11 février 2021 où Hélène Courtois joue le rôle de guide.
- Natacha Triou, « Hélène Courtois : l'univers à la carte », émission de 58 min [], sur France Culture, La Science, CQFD, 21 octobre 2023 (consulté le 11 juin 2024)

## Arts
Depuis 2014, plus de cent albums de musiques ont été créés, inspirés par la découverte de Laniakea.
Ses recherches ont inspiré la création d'un spectacle de son et lumière Laniakea par les artistes Jérôme Donna et Simon Milleret-Godet, spectacle lors de l'édition 2014 de la Fête des Lumières de Lyon. Ce spectacle a été joué à nouveau durant plusieurs jours devant des millions de personnes à Quito en Équateur en octobre 2016.
En 2015, elle a participé à la création d’œuvres pour l'exposition « Boîtes noires, empreintes du monde et paysages intérieurs » avec l'artiste Sophie Pouille.
En 2015, elle a participé à la création d'une œuvre tissée de la fondation Hermès avec l'artiste Célia Gondol. Le tissage d'une longueur de quarante mètres représente l'histoire de la structuration de l'Univers : « Observables d'Apeyron ».